# Tomajmonostora
Tomajmonostora is een plaats (község) en gemeente in het Hongaarse comitaat Jász-Nagykun-Szolnok. Tomajmonostora telt 753 inwoners (2002).